# Yoenis Céspedes
Yoenis Céspedes Milanés (Campechuela, Granma, Cuba, 18 de octubre de 1985) es un jugador profesional de béisbol que actualmente es agente libre, anteriormente jugó para los Oakland Athletics, Boston Red Sox, Detroit Tigers y New York Mets de las Grandes Ligas de Béisbol en los Estados Unidos.

## En Cuba
Yoenis Céspedes es el hijo de Estela Milanés, una pitcher de softball que participó en los Juegos Olímpicos de 2000 por Cuba. Céspedes en el año 1998 matricula en una escuela especial de deportes en el municipio de Bayamo, en esta etapa logra participar en las series nacionales juveniles. Por su destacada actuación a partir del año 2002 logra formar parte del equipo Juvenil de Cuba.
Yoenis Céspedes debutó en la Serie Nacional con el equipo de Granma durante la serie 2003 - 2004 donde tuvo un promedio de bateo de .302, OBP de .382 y .503 de slugging). Llegó a recibir la consideración para ser elegido como novato del año de la Serie Nacional, pero finalmente fue elegido Frank Montieth.
Llegó a integrar varias veces las filas del equipo Cuba, obteniendo varios premios como el Oro en el Campeonato Mundial Universitario 2010 y en la Copa Intercontinental de Béisbol de 2010 y la plata en la Copa Mundial de Béisbol de 2009.
Estadísticas Series Nacionales de Cuba
| Temporada    | Edad         | Equipo       | Liga         | G   | PA   | AB   | R   | H   | 2B  | 3B | HR  | AVE  | OBP  | SLG  | OPS   |
| ------------ | ------------ | ------------ | ------------ | --- | ---- | ---- | --- | --- | --- | -- | --- | ---- | ---- | ---- | ----- |
| 2003 - 04    | 18           | GRA          | SNB          | 84  | 332  | 288  | 50  | 87  | 17  | 7  | 9   | .302 | .503 | .382 | .885  |
| 2004 - 05    | 19           | GRA          | SNB          | 89  | 396  | 339  | 69  | 106 | 22  | 5  | 15  | .313 | .540 | .403 | .943  |
| 2005 - 06    | 20           | GRA          | SNB          | 88  | 398  | 339  | 89  | 119 | 24  | 4  | 23  | .351 | .649 | .444 | 1.093 |
| 2006 - 07    | 21           | GRA          | SNB          | 89  | 400  | 340  | 79  | 103 | 24  | 3  | 17  | .303 | .541 | .402 | .943  |
| 2007 - 08    | 22           | GRA          | SNB          | 89  | 403  | 366  | 82  | 104 | 16  | 2  | 26  | .284 | .552 | .345 | .897  |
| 2008 - 09    | 23           | GRA          | SNB          | 85  | 387  | 328  | 83  | 106 | 19  | 0  | 24  | .323 | .601 | .417 | 1.018 |
| 2009 - 10    | 24           | GRA          | SNB          | 87  | 392  | 342  | 87  | 118 | 19  | 4  | 22  | .345 | .617 | .426 | 1.043 |
| 2010 - 11    | 25           | GRA          | SNB          | 90  | 415  | 354  | 89  | 118 | 17  | 1  | 33  | .333 | .667 | .424 | 1.091 |
| 8 Temporadas | 8 Temporadas | 8 Temporadas | 8 Temporadas | 611 | 3123 | 2342 | 539 | 743 | 141 | 25 | 136 | .317 | .573 | .403 | .976  |

## Grandes Ligas de Béisbol
Yoenis Céspedes se declara como agente libre en el 2012 y es contratado el 13 de febrero de 2012 por el equipo de Grandes Ligas Atléticos de Oakland por cuatro años y 36 millones de dólares. En su franquicia con este equipo los salarios se dividen para las temporadas 2012, 2013, 2014 y 2015 en $ 6 500 000.00, $ 8 500 000.00, $ 10 500 000.00 y $ 10 500 000.00 respectivamente.

### Temporada 2012
En esta temporada termina en la Liga Americana como 9.º lugar en Power-Speed con 18.9; 7.º en WPA con 3.8; 8.º en RE24 con 31.68; 8.º en REW con 3.1 y 10.º en WPA/LI con 3.0 puntos.
| Año                          | Edad                         | Equipo                       | Liga                         | G   | PA  | AB  | R  | H   | 2B | 3B | HR | RBI | SB | CS | BB | SO  | AVE  | SLG  | OBP  | OPS  | TB  | GDP | HBP | SH | SF | IBB |
| ---------------------------- | ---------------------------- | ---------------------------- | ---------------------------- | --- | --- | --- | -- | --- | -- | -- | -- | --- | -- | -- | -- | --- | ---- | ---- | ---- | ---- | --- | --- | --- | -- | -- | --- |
| 2012                         | 26                           | OAK                          | AL                           | 129 | 540 | 487 | 70 | 142 | 25 | 5  | 23 | 82  | 16 | 4  | 43 | 102 | .292 | .505 | .356 | .861 | 246 | 9   | 7   | 0  | 3  | 5   |
| Probabilidades en 162 juegos | Probabilidades en 162 juegos | Probabilidades en 162 juegos | Probabilidades en 162 juegos | 162 | 678 | 612 | 88 | 178 | 31 | 6  | 29 | 103 | 20 | 5  | 54 | 128 | .292 | .505 | .356 | .861 | 309 | 11  | 9   | 0  | 4  | 6   |

#### Postemporada 2012
Participó en 5 juegos con 19 comparecencias al bate con 6 hits, 1 doble y 2 carreras impulsadas promediando .316 en bateo.

### Temporada 2013
En esta temporada termina como 5.º en asistencias como LF con 9, 2.º en Rango Factor (Juegos como LF) con 2.09.
| Año                          | Edad                         | Equipo                       | Liga                         | G   | PA  | AB  | R  | H   | 2B | 3B | HR | RBI | SB | CS | BB | SO  | AVE  | SLG  | OBP  | OPS  | TB  | GDP | HBP | SH | SF | IBB |
| ---------------------------- | ---------------------------- | ---------------------------- | ---------------------------- | --- | --- | --- | -- | --- | -- | -- | -- | --- | -- | -- | -- | --- | ---- | ---- | ---- | ---- | --- | --- | --- | -- | -- | --- |
| 2013                         | 27                           | OAK                          | AL                           | 135 | 574 | 529 | 74 | 127 | 21 | 4  | 26 | 80  | 7  | 7  | 37 | 137 | .240 | .442 | .294 | .737 | 234 | 8   | 5   | 0  | 3  | 5   |
| Probabilidades en 162 juegos | Probabilidades en 162 juegos | Probabilidades en 162 juegos | Probabilidades en 162 juegos | 162 |     |     |    |     |    |    |    |     |    |    |    |     |      |      |      |      |     |     |     |    |    |     |

#### Postemporada 2013
Participó en 5 juegos con 21 comparecencias al bate con 8 hits, 1 doble, 1 triple, 1 jonrón y 4 carreras impulsadas promediando.381 en bateo.

#### 2013 Home Run Derby
Competencia de jonrones realizada el día 15 de julio en el parque Citi Field de la ciudad de New York. El capitán por la Liga Americana Robinson Canó lo llamó para formar parte en la competencia. En la primera ronda conectó 18 jonrones, más del doble de su seguidor, en la segunda ronda dio 6 y en la ronda final frente a Bryce Harper despachó 9 para un total de 32 jonrones. Céspedes se convierte así en el primer ganador del derby de jonrones que no ha sido seleccionado para el juego de las estrellas en la misma temporada.

### Temporada 2014
Comenzó la temporada junto a los Atléticos de Oakland y a finales de julio de 2014 fue transferido a los Medias Rojas de Boston en un cambio por el lanzador Jon Lester.
A mediados de diciembre de 2014 fue transferido junto a Alex Wilson y Gabe Speier a los Tigres de Detroit por Rick Porcello.

#### 2014 Home Run Derby
La competencia de jonrones realizada el 14 de julio en el parque Target Field de Minneapolis tuvo un nuevo formato, esta vez cinco jugadores de cada liga participaron en la competencia. Yoenis formó parte por la Liga Americana junto al capitán del equipo José Bautista, Adam Jones, su coequipero Josh Donaldson y Brian Dozier.
En la primera ronda pegó tres jonrones, nueve en la segunda, siete en la tercera y terminó ganando la final con nueve frente a Todd Frazier quien solo logró conectar uno. Totalizó en total 28 jonrones.
De esta forma gana de forma consecutiva el Derby de Jonrones y se une a Ken Griffey Jr. como los únicos jugadores que lo han conseguido.

#### Juego de las Estrellas MLB 2014
Formó parte por primera vez en las Grandes Ligas de Béisbol el Todos Estrellas de la Liga Americana.

### Temporada 2015
Céspedes jugó su primer partido de la temporada con los Tigres durante el día de la apertura contra los Mellizos de Minnesota el 6 de abril de 2015. En este juego que ganaron los Tigres 4 a 0 hizo una gran atrapada y le quitó un jonrón en la cerca a Kurt Suzuki.
Céspedes es cambiado el 31 de julio de 2015 a los Mets de Nueva York por 2 lanzadores prospectos de las menores de los Mets: Michael Fulmer y Luis Cessa.